# Xavier Tondó
Xavier Tondó Volpini (Valls, Tarragona, 5 november 1978 – Monachil, 23 mei 2011) was een Spaans wielrenner. 

## Biografie
Xavier Tondó werd beroepsrenner in 2003. Zijn beste prestatie behaalde hij in 2010 toen hij beslag legde op de zesde plaats in de Ronde van Spanje (5e na uitsluiting van Ezequiel Mosquera). In datzelfde jaar won Tondó ook een etappe in Parijs-Nice.
Tondó overleed op 32-jarige leeftijd in Pradollano, een plaatsje dicht bij Granada. Hij werd verpletterd tussen zijn auto en zijn garagepoort en hij was vermoedelijk op slag dood. Zijn vriend en teammaat Beñat Intxausti zat in de auto toen het gebeurde. 
In de Giro, die toen aan zijn derde week toe was, werd verrast en verslagen gereageerd op Tondó's overlijden. De volledige Movistarploeg besloot te blijven en Alberto Contador maakte bij de podiumceremonie een gebaar naar de hemel waarbij hij zijn zege op de Nevegal opdroeg aan de overleden renner.

## Belangrijkste overwinningen
2002
- 7e etappe Ronde van het Qinghaimeer

2005
- 4e etappe Ronde van Alentejo
- Eindklassement Ronde van Alentejo
- 3e etappe Ronde van Asturië

2007
- Proloog Troféu Joaquim Agostinho
- Eindklassement Troféu Joaquim Agostinho
- Eindklassement Ronde van Portugal

2008
- Subida al Naranco

2009
- Proloog Ruta del Sol

2010
- 6e etappe Parijs-Nice
- 3e etappe Ronde van Catalonië

2011
- 4e etappe Ronde van San Luis (individuele tijdrit)
- Eindklassement Ronde van Castilië en León

## Resultaten in voornaamste wedstrijden
| Jaar | Ronde van Italië | Ronde van Frankrijk | Ronde van Spanje |
| ---- | ---------------- | ------------------- | ---------------- |
| 2009 |                  |                     | opgave           |
| 2010 | opgave           |                     | 5e               |

| Jaar | Amstel Gold Race | Luik-Bast.‑Luik | Waalse Pijl |
| ---- | ---------------- | --------------- | ----------- |
| 2009 |                  |                 |             |
| 2010 | 104e             | 26e             | 57e         |